# فهرست فرودگاه‌ها
فهرست فرودگاه‌ها در فهرست‌های تفکیکی:
فهرست فرودگاه‌ها بر پایه کد فرودگاهی یاتا: A - B - C - D - E - F - G - H - I - J - K - L - M - N - O - P - Q - R - S - T - U - V - W - X - Y - Z
ببینید: کد فرودگاهی ایکائو
- Lists of military bases
- بر پایه کشور؛ ببینید: رده:فهرست‌های فرودگاه‌ها بر پایه کشور
- بر پایه منطقهٔ شهری؛ ببینید: رده:فرودگاه‌ها بر پایه شهر
- Worldwide list of airports with scheduled commercial service, see: فرودگاه
- فهرست فرودگاه‌های به نام افراد (airports named after people)
- Lists of the busiest airports: by air traffic، فهرست پررفت‌وآمدترین فرودگاه‌های جهان بر پایه شمار مسافر، فهرست پررفت‌وآمدترین فرودگاه‌های جهان بر پایه جابه‌جایی مسافران بین‌المللی, or by cargo.